# Dreissenidae
Dreissenidae è una famiglia di molluschi bivalvi.

## Generi
- Congeria Partsch, 1835
- Dreissena Beneden, 1835
- Mytilopsis Conrad, 1857